# Coll de Terranera
El Coll de Terranera, o Ternera, és una lleugera collada a 229,9 m alt de la carretera estatal 116 (Perpinyà - La Guingueta d'Ix), dins del terme comunal de Rodès, de la comarca del Conflent (Catalunya del Nord).
Està situat a la zona sud-est del terme de Rodès, a prop del límit amb el terme de Bulaternera. Tot i que és plenament dins de la comarca del Conflent, se'l considera el límit entre el Conflent i el Rosselló.

## Etimologia
Terranera, o Ternera, prové de l'indret on es troba, caracteritzat per la foscor del sòl; així, de Terra Nera (nera ~ negra), s'aglutina en Terranera o evoluciona fins a esdevenir Ternera. Té el mateix origen el nom del poble de Bulaternera.